# Gardes-frontières finlandais
Les garde-frontières (finnois : Rajavartiolaitos) sont une agence gouvernementale chargée de faire respecter la sécurité aux frontières de la Finlande.

## Présentation
L'agence est contrôlée par le Ministère de l'Intérieur de Finlande.